# EP1
EP1 es el primer extended play (EP) del compositor y productor inglés Jon Hopkins. Fue publicado el 21 de noviembre de 2005 a través del sello discográfico independiente Just Music. Presentado como el primero de muchas ediciones digitales exclusivas bajo el sello, el EP contiene pasajes instrumentales más tenues y de naturaleza experimental.
Las canciones recibieron críticas positivas, una reseña notando mayor texturas en su sonido ambient, descrito como similar a los trabajos de Boards of Canada y Aphex Twin. Otro punto de comparación fue la banda sonora de Blade Runner, en los aspectos sonoros más cinemático y etéreo.

## Concepto
Luego del fracaso comercial de su segundo álbum Contact Note, Hopkins junto a su amigo guitarrista Leo Abrahams fueron reclutados por Brian Eno para su álbum Another Day on Earth, derivando en una extensa alianza colaborativa. Debido a esa oportunidad, el material presente en el EP fue lo último publicado por Hopkins en cuatro años, debido a su transición temporal como productor musical, lo que limitaba el tiempo para trabajar en nuevo material. Sobre las piezas, grabadas entre 2000 a 2002, Hopkins comentaba que eran radicalmente distintas al material producido en sus dos álbumes de estudio, experimentando con sonidos de baja frecuencia y grabaciones de su propio latido de corazón.

## Lista de canciones
Todas las canciones escritas y compuestas por Jon Hopkins. 
| N.º   | Título      | Duración |  |
| 1.    | «Fairytale» | 4:52     |  |
| 2.    | «Song One»  | 4:04     |  |
| 3.    | «The End»   | 6:44     |  |
| 15:40 |             |          |  |